# Svetovno prvenstvo v veslanju 2013
Svetovno prvenstvo v veslanju 2013 se je odvijalo na jezeru Tangeum v Čungdžuju v Južni Koreji med 25. avgustom in 1. septembrom 2013.
Na osrednjem veslaškem dogodku leta je nastopilo 878 tekmovalcev iz 73 držav.

## Pregled medalj

### Medlaje po državah
| Poz    | Država              | Zlato | Srebro | Bron | Skupaj |
| 1      | Italija             | 3     | 2      | 3    | 8      |
| 2      | Avstralija          | 3     | 2      | 1    | 6      |
| 3      | Združeno kraljestvo | 3     | 0      | 5    | 8      |
| 4      | ZDA                 | 2     | 2      | 4    | 8      |
| 5      | Norveška            | 2     | 1      | 0    | 3      |
| 6      | Nizozemska          | 2     | 0      | 1    | 3      |
| 7      | Danska              | 2     | 0      | 0    | 2      |
| 8      | Nemčija             | 1     | 5      | 2    | 8      |
| 9      | Nova Zelandija      | 1     | 3      | 1    | 5      |
| 10     | Ukrajina            | 1     | 1      | 1    | 3      |
| 11     | Grčija              | 1     | 1      | 0    | 2      |
| 11     | Litva               | 1     | 1      | 0    | 2      |
| 11     | Švica               | 1     | 1      | 0    | 2      |
| 14     | Češka               | 1     | 0      | 1    | 2      |
| 14     | Rusija              | 1     | 0      | 1    | 2      |
| 16     | Avstrija            | 1     | 0      | 0    | 1      |
| 16     | Hrvaška             | 1     | 0      | 0    | 1      |
| 18     | Francija            | 0     | 3      | 1    | 4      |
| 19     | Kanada              | 0     | 2      | 1    | 3      |
| 20     | Romunija            | 0     | 2      | 0    | 2      |
| 21     | Kuba                | 0     | 1      | 0    | 1      |
| 22     | Belorusija          | 0     | 0      | 1    | 1      |
| 22     | Brazilija           | 0     | 0      | 1    | 1      |
| 22     | Madžarska           | 0     | 0      | 1    | 1      |
| 22     | Poljska             | 0     | 0      | 1    | 1      |
| 22     | Južna Afrika        | 0     | 0      | 1    | 1      |
| Skupaj | Skupaj              | 27    | 27     | 27   | 81     |

### Moške discipline
| Disciplina: | Zlato: | Čas     | Srebro: | Čas     | Bron: | Čas     |
| M1x         | Češka Ondřej Synek | 6:45.24 | Kuba Ángel Fournier | 6:48.91 | Nemčija · Marcel Hacker | 6:49.39 |
| M2x         | Norveška Nils Jakob Hoff Kjetil Borch | 6:09.51 | Litva Rolandas Maščinskas Saulius Ritter | 6:10.87 | Italija Francesco Fossi Romano Battisti | 6:12.54 |
| M4x         | Hrvaška · David Šain · Martin Sinković · Damir Martin · Valent Sinković | 5:53.57 | Nemčija · Karl Schulze · Paul Heinrich · Lauritz Schoof · Tim Grohmann                                                                                            | 5:54.39 | Združeno kraljestvo · Graeme Thomas · Sam Townsend · Charles Cousins · Peter Lambert                                                                    | 5:54.78 |
| M2−         | Nova Zelandija Eric Murray Hamish Bond | 6:34.98 | Francija · Germain Chardin · Dorian Mortelette | 6:41.74 | Nizozemska Rogier Blink Mitchel Steenman | 6:45.67 |
| M4−         | Nizozemska Boaz Meylink Kaj Hendriks Mechiel Versluis Robert Lücken | 6:13.95 | Avstralija · Will Lockwood · Alexander Lloyd · Spencer Turrin · Joshua Dunkley-Smith                                                                              | 6:14.58 | ZDA · Grant James · Seth Weil · Henrik Rummel · Michael Gennaro                                                                                         | 6:15.46 |
| M2+         | Italija Luca Parlato Vincenzo Abbagnale Enrico D'Aniello | 7:09.15 | Nemčija · Paul Schröter · Bastian Bechler · Jonas Wiesen | 7:12.34 | Francija · Matthieu Moinaux · Laurent Cadot · Benjamin Manceau                                                                                          | 7:13.50 |
| M8+         | Združeno kraljestvo · Daniel Ritchie · Tom Ransley · Alex Gregory · Pete Reed · Mohamed Sbihi · Andrew Triggs Hodge · George Christopher Nash · William Satch · Phelan Hill | 5:30.35 | Nemčija · Hannes Ocik · Maximilian Munski · Eric Johannesen · Maximilian Reinelt · Anton Braun · Felix Drahotta · Richard Schmidt · Kristof Wilke · Martin Sauer  | 5:30.89 | ZDA · Ian Silveira · Ross James · Nareg Guregian · Ambrose Puttmann · Austin Hack · Stephen Kasprzyk · Thomas Dethlefs · Thomas Peszek · Zachary Vlahos | 5:33.92 |
| LM1x        | Danska Henrik Stephansen | 7:11.13 | Francija · Jérémie Azou | 7:12.94 | Madžarska Peter Galambos | 7:14.38 |
| LM2x        | Norveška Kristoffer Brun Are Strandli | 6:36.04 | Švica Simon Schuerch Mario Gyr | 6:37.11 | Združeno kraljestvo · Richard Chambers · Peter Chambers                                                                                                 | 6:38.04 |
| LM4x        | Grčija Georgios Konsolas Spyridon Giannaros Panagiotis Magdanis Eleftherios Konsolas                                                                                        | 6:03.44 | Nemčija · Moritz Moos · Julius Peschel · Jonas Schützeberg · Jason Osborne                                                                                        | 6:05.55 | Italija Paolo Ghidini Matteo Mulas Andrea Cereda Francesco Rigon                                                                                        | 6:07.19 |
| LM2−        | Švica Simon Niepmann Lucas Tramer | 6:49.85 | Italija Elia Luini Martino Goretti | 6:51.48 | Združeno kraljestvo · Sam Scrimgeour · Mark Aldred | 6:52.08 |
| LM4−        | Danska Kasper Winther Jørgensen Jacob Larsen Jacob Barsøe Morten Jørgensen                                                                                                  | 5:55.68 | Nova Zelandija James Hunter James Lassche Peter Taylor Curtis Rapley                                                                                              | 5:57.28 | Združeno kraljestvo · Adam Freeman-Pask · William Fletcher · Jonathan Clegg · Chris Bartley                                                             | 5:59.98 |
| LM8+        | Italija Simone Molteni Catello Amarante Petru Zaharia Leone Barbaro Stefano Oppo Vincenzo Serpico Francesco Schisano Paolo di Girolamo Enrico D'Aniello                     | 6:02.27 | Avstralija · John Price · John McDonnell · Timothy Widdicombe · Alister Foot · Blair Tunevitsch · Darryn Purcell · Nicholas Silcox · Simon Nola · Timothy Webster | 6:06.51 | ZDA · David Morgenstern · Bryan Pape · Tobin McGee · Brendan Mulvey · Dorian Weber · Joshua Getz · Peter Gibson · Sean Gibel · Michael Hwang            | 6:10.20 |

### Ženske discipline
| Disciplina: | Zlato: | Čas     | Srebro: | Čas     | Bron: | Čas     |
| W1x         | Avstralija · Kim Crow | 7:31.34 | Nova Zelandija Emma Twigg | 7:33.57 | Češka Miroslava Knapková | 7:36.88 |
| W2x         | Litva Donata Vištartaitė Milda Valčiukaitė | 6:51.82 | Nova Zelandija Fiona Bourke Zoe Stevenson | 6:51.86 | Belorusija Ekaterina Karsten Julija Bičik | 6:55.90 |
| W4x         | Nemčija · Annekatrin Thiele · Carina Bär · Julia Richter · Britta Oppelt                                                                                  | 6:41.86 | Kanada · Emily Cameron · Katharine Goodfellow · Carling Zeeman · Antje von Seydlitz-Kurzbach                                                        | 6:45.02 | Poljska Sylwia Lewandowska Joanna Leszczynska Magdalena Fularczyk Natalia Madaj                                                                            | 6:46.27 |
| W2−         | Združeno kraljestvo · Helen Glover · Polly Swann | 7:22.82 | Romunija Roxana Cogianu Nicoleta Albu | 7:25.75 | Nova Zelandija Kayla Pratt Rebecca Scown | 7.27.58 |
| W4−         | ZDA · Emily Huelskamp · Olivia Coffey · Tessa Gobbo · Felice Mueller                                                                                      | 6:43.15 | Kanada · Sarah Black · Christine Roper · Natalie Mastracci · Cristy Nurse                                                                           | 6:47.62 | Avstralija · Hannah Vermeersch · Alexandra Hagan · Charlotte Sutherland · Lucy Stephan                                                                     | 6:49.26 |
| W8+         | ZDA · Amanda Polk · Kerry Simmons · Emily Regan · Lauren Schmetterling · Grace Luczak · Meghan Musnicki · Victoria Opitz · Caroline Lind · Katelin Snyder | 6:02.14 | Romunija Cristina Ilie Ionelia Zaharia Cristina Grigoras Ioana Craciun Camelia Lupascu Andreea Boghian Roxana Cogianu Nicoleta Albu Daniela Druncea | 6:07.04 | Kanada · Lisa Roman · Jennifer Martins · Carolyn Ganes · Susanne Grainger · Sarah Black · Christine Roper · Natalie Mastracci · Cristy Nurse · Kristen Kit | 6:09.34 |
| LW1x        | Avstrija · Michaela Taupe-Traer | 7:50.62 | Grčija Aikaterini Nikolaidou | 7:53.23 | Združeno kraljestvo · Ruth Walczak | 7:54.12 |
| LW2x        | Italija Laura Milani Elisabetta Sancassani | 7:17.31 | ZDA · Kristin Hedstrom · Kathleen Bertko | 7:20.73 | Nemčija · Lena Müller · Anja Noske | 7:22.24 |
| LW4x        | Nizozemska Mirte Kraaijkamp Maaike Head Rianne Sigmond Marie-Anne Frenken                                                                                 | 6:49.80 | ZDA · Rachel Stortvedt · Hillary Saeger · Helen Tompkins · Nancy Miles                                                                              | 6:54.22 | Italija Greta Masserano Enrica Marasca Giulia Pollini Eleonora Trivella                                                                                    | 6:57.06 |

### Para-veslaške discipline
| Disciplina: | Zlato:                                                                                    | Čas     | Srebro:                                                                                 | Čas     | Bron:                                                                                 | Čas     |
| ASW1x       | Rusija · Natalia Bolšakova                                                                | 5:13.95 | Norveška Birgit Skarstein                                                               | 5:18.79 | Brazilija Claudia Santos                                                              | 5:29.82 |
| ASM1x       | Avstralija · Erik Horrie                                                                  | 4:35.98 | Ukrajina Igor Bondar                                                                    | 4:42.62 | Rusija · Alexej Čuvašev                                                               | 4:44.15 |
| TAMix2x     | Avstralija · Gavin Bellis · Kathryn Ross                                                  | 3:58.00 | Francija · Perle Bouge · Stephane Tardieu                                               | 3:59.93 | Ukrajina Iryna Kyrychenko Dmytro Ivanov                                               | 4:03.34 |
| LTAMix2x    | Ukrajina Kateryna Morozova Dmytro Aleksieiev                                              | 3:27.98 | Nemčija · Dmytro Molkenthin · Marcus Klemp                                              | 3:34.48 | ZDA · Paul Hurley · Natalie McCarthy                                                  | 4:08.59 |
| LTAMix4+    | Združeno kraljestvo · Pam Relph · Naomi Riches · Oliver Hester · James Fox · Oliver James | 3:16.12 | Italija Paola Protopapa Lucilla Aglioti Tommaso Schettino Omar Airolo Giuseppe Di Capua | 3:21.70 | Južna Afrika Shannon Murray Lucy Perold Dieter Rosslee Gavin Kilpatrick Willie Morgan | 3:22.90 |